# Ulrich Schacht (Politiker)
Ulrich Schacht (* 19. Mai 1956 in Bottrop) ist ein deutscher Politiker (CDU).
Schacht absolvierte eine Ausbildung als Starkstromelektriker bei der Saarbergwerke AG und war dort danach Betriebselektriker. 1981 erwarb er die Fachschulreife in gewerblich technischer Fachrichtung. Er besuchte die Akademie der Arbeit an der Universität Frankfurt und war danach Gewerkschaftssekretär bei der IG Bergbau und Energie im Bezirk Rheinland. Es folgten ein Rechtsseminar des DGB an der Universität Frankfurt, woraufhin Schacht Rechtsschutzsekretär der IG Bergbau, Chemie, Energie im Bezirk Saarbrücken wurde.
1972 wurde Schacht Mitglied der Jungen Union und der CDA, zwei Jahre später der CDU. Er ist stellvertretender Vorsitzender im Ortsverein Malstatt und stellvertretender Landesvorsitzender. Er sitzt im Regionalverbandstag Saarbrücken und im Bundesvorstand der CDA. Er ist zudem stellvertretender Kreisvorsitzender der CDU Saarbrücken-Stadt. Von 1999 bis 2004 saß Schacht im Landtag des Saarlandes.
Schacht ist der Sohn des ehemaligen Landtagsabgeordneten Günther Schacht.